# Ruislip Manor (Metropolitano de Londres)
Ruislip Manor é uma estação do Metrô de Londres em Ruislip Manor, no oeste de Londres. A estação fica no ramal Uxbridge da linha Metropolitan e da linha Piccadilly, entre as estações Eastcote e Ruislip. A estação fica na Victoria Road, onde a linha cruza em uma ponte: são duas entradas curvas, sendo o acesso às plataformas feito por escadas. Está na Zona 6 do Travelcard. A estação mais próxima da linha Central é a Ruislip Gardens.

## História
A Metropolitan Railway (Harrow and Uxbridge Railway) construiu a linha através de Ruislip Manor entre Harrow on the Hill e Uxbridge e iniciou os serviços em 4 de julho de 1904 com, inicialmente, a única parada intermediária em Ruislip.

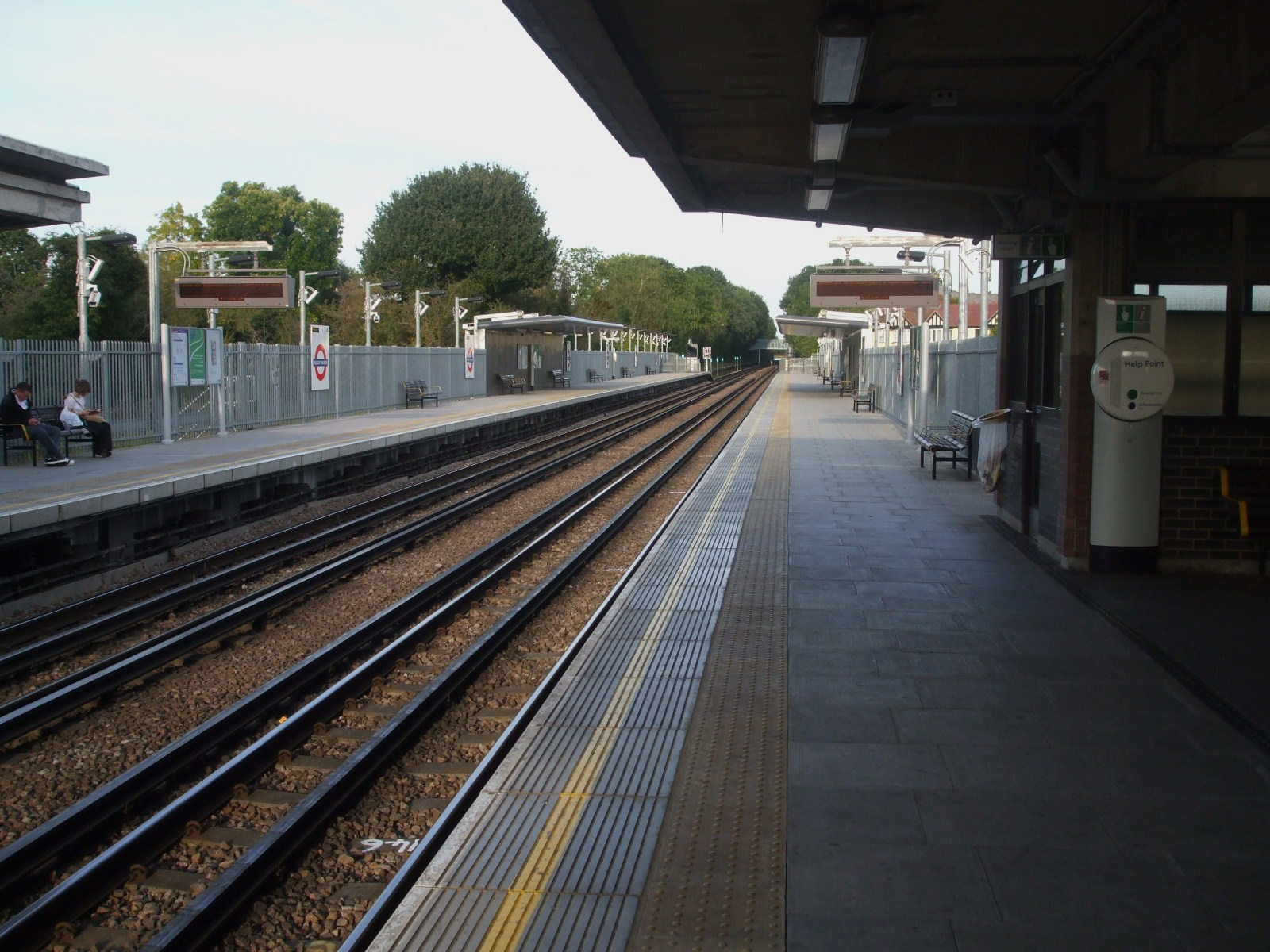
Plataforma oeste olhando para o leste

Em 1 de março de 1910, uma extensão da linha District de South Harrow para se conectar com a Metropolitan Railway em Rayners Lane foi aberta.
O desenvolvimento progressivo na área oeste de Middlesex nas próximas duas décadas levou à abertura gradual de estações adicionais. Ruislip Manor foi inaugurada em 5 de agosto de 1912 como Ruislip Manor Halt .
Em 23 de outubro de 1933, os serviços da linha District foram substituídos pelos trens da linha Piccadilly.
A estação passou por uma grande reforma durante 2005-2006. Ambas as plataformas foram reconstruídas sequencialmente, resultando em trens que não pararam em cada plataforma por um período de aproximadamente quatro meses.

## Serviços

### Linha Metropolitan
A Metropolitan Line é a única linha a operar um serviço expresso, embora atualmente para os trens da Metropolitan Line no ramal de Uxbridge.
O serviço fora de pico em trens por hora (tph) é:
- 8tph Eastbound para Aldgate via Baker Street (todas as estações)
- 8tph sentido oeste para Uxbridge

O serviço de pico matinal em trens por hora (tph) é: 
- 2tph sentido leste para Aldgate via Baker Street (semi-rápido)
- 4tph sentido leste para Aldgate via Baker Street (todas as estações)
- 4tph sentido leste para Baker Street (todas as estações)
- 10tph sentido oeste para Uxbridge

O serviço de pico noturno em trens por hora (tph) é:
- 7tph sentido leste para Aldgate via Baker Street (todas as estações)
- 3tph sentido leste para Baker Street (todas as estações)
- 10tph sentido oeste para Uxbridge

### Linha Piccadilly
Entre Rayners Lane e Uxbridge não há serviço da Piccadilly Line antes de aproximadamente 06h30 (segunda a sexta) e 08h45 (sábado a domingo), exceto para uma partida matinal de Uxbridge às 05h18 (segunda a sábado) e 06:46 (domingo).
O serviço fora de pico em trens por hora (tph) é:
- 3tph sentido leste para Cockfosters
- 3tph sentido oeste para Uxbridge

O serviço de horário de pico em trens por hora (tph) é:
- 6tph sentido leste para Cockfosters
- 6tph sentido oeste para Uxbridge

## Conexões
As rotas 114, H13 e 398 dos ônibus de Londres atendem a estação.